# Hugo Hofstetter
Pour les articles homonymes, voir Hofstetter.
Hugo Hofstetter, né le 13 février 1994 à Altkirch, est un coureur cycliste professionnel français.

## Biographie

### Débuts cyclistes et carrière chez les amateurs
Hugo Hofstetter naît le 13 février 1994.

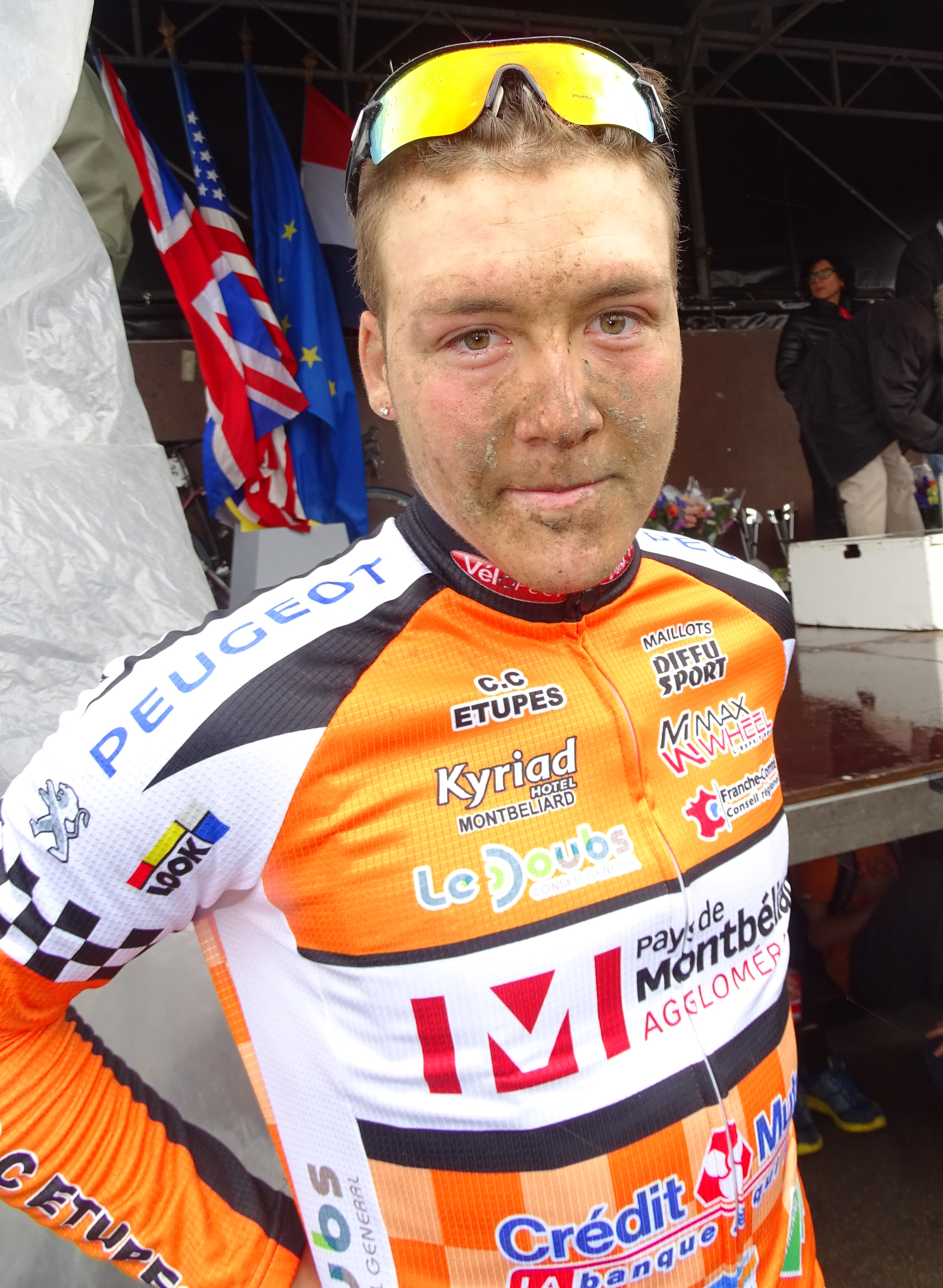
Hugo Hofstetter après l'arrivée du Paris-Roubaix espoirs 2015 à Roubaix.

Il court pour le VC Sundgovia Altkirch toute son enfance, jusqu'en 2013 où il rejoint l'AC Bisontine. En 2014, il roule sous les couleurs du CC Étupes, remporte la 3e étape des Boucles Nationales du Printemps, puis termine deuxième du Grand Prix de Charvieu-Chavagneux et du Grand Prix de Blangy-sur-Bresle. 
En 2015, il termine troisième de Paris-Roubaix espoirs le 31 mai, puis remporte la 2e étape du Tour d'Eure-et-Loir le 13 juin. Le 1er août, il commence un stage dans l'équipe continentale professionnelle Cofidis et devient champion de France espoirs de cyclisme sur route le 23 août. Le 24 septembre, Cofidis annonce qu'il sera néo-professionnel dans son équipe en 2016.

### Carrière professionnelle

#### 2016-2019: Cofidis
En juillet 2017 il est présélectionné par Cyrille Guimard pour participer aux championnats d'Europe de cyclisme sur route.
En mai 2018, il signe sa première victoire professionnelle en remportant au sprint la 1re étape du Tour de l'Ain. En juillet, il est de nouveau sélectionné par Cyrille Guimard pour représenter la France aux championnats d'Europe de cyclisme sur route le mois suivant. En août, il se classe quatrième de la Polynormande remportée par Pierre-Luc Périchon et termine 23e du championnat d'Europe sur route à Glasgow. En septembre, il termine huitième du Grand Prix de Fourmies remporté par le sprinteur allemand Pascal Ackermann. Ses bons résultats lui permettent de remporter la Coupe de France et le classement individuel de l'UCI Europe Tour.

#### 2020-2021: Israel Start-Up Nation
En mars 2020, il remporte sa deuxième victoire professionnelle sur la semi-classique belge Le Samyn. Au mois d’août, il est sélectionné par son équipe pour participer au Tour de France.

#### 2022-2023: Arkéa-Samsic
En août 2021, Hugo Hofstetter s'engage avec Arkéa-Samsic jusqu'en fin d'année 2023. Il cible les semi-classiques belges et pense courir des courses différentes de celles de Nacer Bouhanni, l'autre sprinteur de la formation française. 
Dès le début de saison 2022, il arrive régulièrement pour la victoire. Pour sa première course sous les couleurs de l'équipe bretonne, il termine 4e du Trofeo Playa de Palma-Palma. Il enchaîne par une deuxième place sur la première étape de l’Étoile de Bessèges, devancé par Mads Pedersen. Il monte quatre fois consécutivement sur le podium de courses d'un jour, 3e de Kuurne-Bruxelles-Kuurne, 2e du Samyn, 3e sur le Grand Prix Jean-Pierre Monseré et le Tour de Drenthe. 
En mai, il remporte le Tro Bro Leon, sa première victoire de la saison.
Il participe au Tour de France. Il est sélectionné pour la course en ligne des championnats d'Europe et a pour l'occasion Arnaud Démare en chef de file.

#### 2024-: Israel-Premier Tech
En août 2023, Israel-Premier Tech annonce le recrutement d'Hofstetter pour les saisons 2024 et 2025. Il fait son retour dans une équipe dont il était membre en 2020 et 2021.

## Palmarès et classements mondiaux

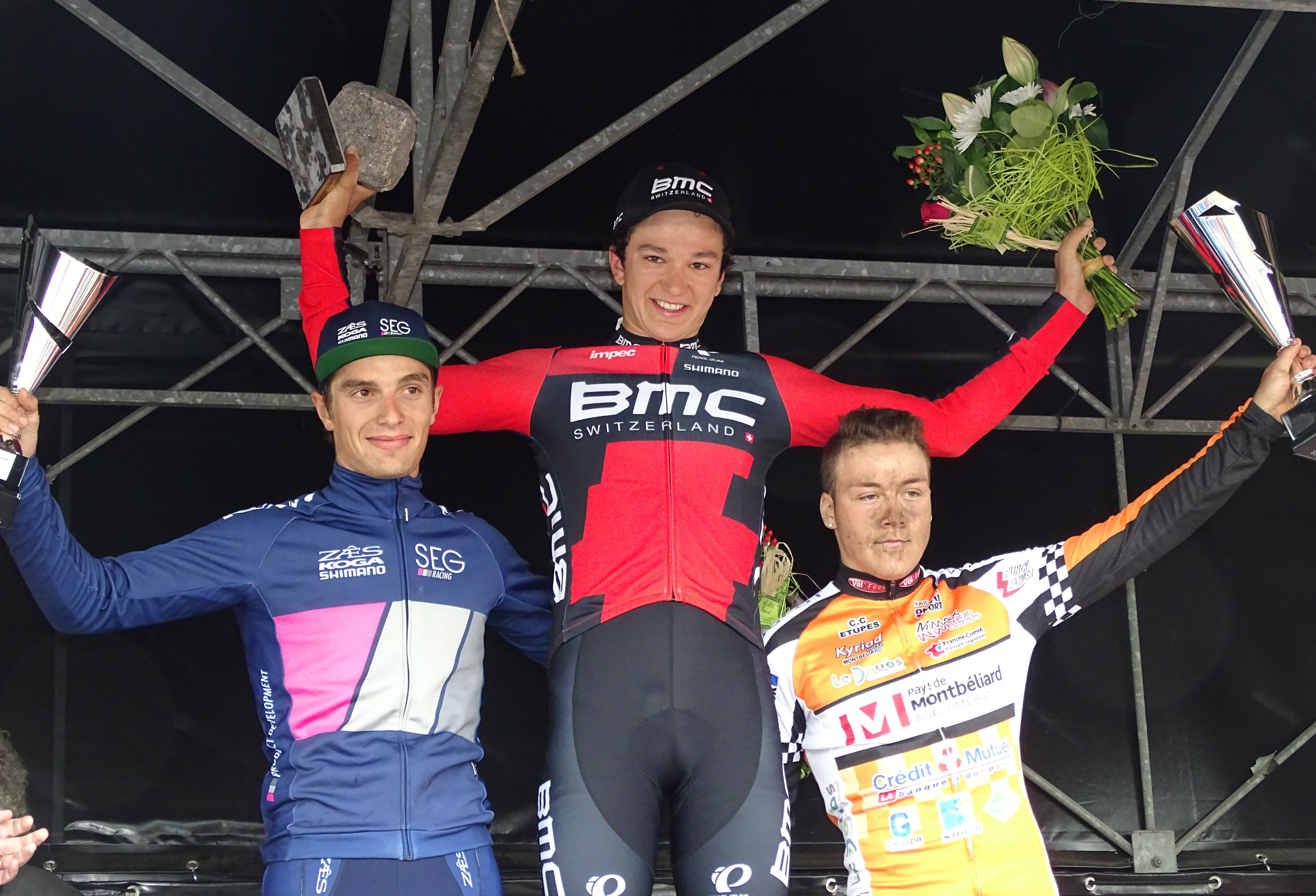
Podium de l'édition 2015 de Paris-Roubaix espoirs : Jenthe Biermans (2e), Lukas Spengler (1er) et Hugo Hofstetter (3e).

### Palmarès amateur
- 2011
  - Champion d'Alsace de cyclo-cross juniors
- 2012
  - 2e étape du Trophée Franco-Suisse
  - 3e du Prix des Vins Henri Valloton juniors
- 2013
  - Tour du Canton de Wittenheim
  - 2e du Grand Prix d'Onjon
  - 3e du Grand Prix des Carreleurs
- 2014
  - 3e étape des Boucles Nationales du Printemps
  - 2e des Boucles Nationales du Printemps
  - 2e du Grand Prix de Charvieu-Chavagneux
  - 2e du Grand Prix de Blangy-sur-Bresle
  - 3e du Circuit méditerranéen
  - 3e du Grand Prix de Carcès
  - 3e du Critérium du Printemps
  - 3e du Grand Prix de Brumath
  - 3e du Tour de Mareuil-Verteillac-Ribérac
- 2015
  -  Champion de France sur route espoirs
  - 2e étape du Tour d'Eure-et-Loir
  - 3e du Grand Prix de Brumath
  - 3e de Paris-Roubaix espoirs

### Palmarès professionnel
| - 2017 - 3e de la Classic Loire-Atlantique - 2018 - UCI Europe Tour - Coupe de France de cyclisme sur route - 1re étape du Tour de l'Ain - 2e du Grand Prix de Denain - 2e de Cholet-Pays de la Loire - 3e de la Nokere Koerse - 3e de la Roue tourangelle - 3e du Tour des onze villes - 2019 - 2e du Grand Prix Jef Scherens - 3e du Trofeo Palma - 5e de Eschborn-Francfort - 2020 - Le Samyn | - 2021 - 6e de la Classic Bruges-La Panne - 2022 - Tro Bro Leon - 2e du Samyn - 2e de la Bredene Koksijde Classic - 3e de Kuurne-Bruxelles-Kuurne - 3e du Grand Prix Jean-Pierre Monseré - 3e du Tour de Drenthe - 8e de la Cyclassics Hamburg - 2023 - 2e du Samyn - 2025 - 2e du Grand Prix Criquielion - 3e de Kuurne-Bruxelles-Kuurne - 5e de Gand-Wevelgem |  |

### Résultats sur les grands tours

#### Tour de France
2 participations
- 2020 : 115e
- 2022 : 82e

#### Tour d'Italie
1 participation
- 2024 : 126e

#### Tour d'Espagne
1 participation
- 2023 : 111e

### Classements mondiaux
| Année                                 | 2014 | 2015 | 2016 | 2017 | 2018 | 2019 | 2020 | 2021 | 2022 | 2023 | 2024 |
| ------------------------------------- | ---- | ---- | ---- | ---- | ---- | ---- | ---- | ---- | ---- | ---- | ---- |
| Classement mondial                    |      |      | 646e | 416e | 57e  | 97e  | 154e | 83e  | 37e  | 220e | 223e |
| UCI Europe Tour                       | 791e | 631e | 411e | 226e | 1er  | 79e  | 127e | 69e  | 31e  | nc   | nc   |
| UCI Asia Tour                         | nc   | nc   | 464e | nc   | nc   |      |      |      |      |      |      |
|                                       |      |      |      |      |      |      |      |      |      |      |      |
| Légende : nc = non classéSource : UCI |      |      |      |      |      |      |      |      |      |      |      |